# KK (canção)

KK é uma canção do rapper estadunidense Wiz Khalifa lançada como segundo single de seu quinto álbum de estúdio Blacc Hollywood. O single foi lançado em 15 de Julho de 2014 pelas gravadoras Rostrum Records e Atlantic Records e foi produzido por Jim Jonsin e Finatik N Zac.

## Musica e vídeo
O vídeo da canção foi lançado em 15 de Julho de 2014 com a participação de Juicy J e Project Pat.

## Lista de faixas
Download digital
1. "KK" (Com a participação de Juicy J e Project Pat) - 4:09

## Desempenho nas paradas
| Paradas (2014)                                   | Melhor posição |
| ------------------------------------------------ | -------------- |
| Estados Unidos (Billboard Hot R&B/Hip-Hop Songs) | 35             |